# Prêmio Arte Qualidade Brasil
Prêmio Arte Qualidade Brasil, anteriormente conhecido como Prêmio Qualidade Brasil, foi criado em 1950 na Itália, pela International Quality Service (I.Q.S.), com o apoio do governo italiano, com objetivo de diferenciar e selecionar produtos e serviços com as melhores condições de competitividade no mercado. Em 1977, a IQS começou atuar no Brasil por meio da Associação Prêmio Qualidade Brasil, realizando em São Paulo a primeira edição do Prêmio Qualidade Brasil, cujos objetivos eram incentivar a qualidade em todos os níveis, premiando empresas com destaque na Gestão de Qualidade e resultado final junto ao mercado consumidor.

## História
Alguns anos após a realização da primeira edição do Prêmio Qualidade no Brasil, a Associação Prêmio Qualidade Brasil introduziu em São Paulo algumas homenagens a artistas e esportistas como forma de reconhecer e incentivar a qualidade da produção cultural brasileira. Desde sua reformulação em 1999, o prêmio tem a concepção e realização do produtor Sergio Paixão. O período utilizado nas indicações compreende o mês de setembro no ano anterior até outubro no ano vigente.
A partir do ano 2000, além de São Paulo, o Rio de Janeiro também ganhou uma cerimônia de entrega do Prêmio Qualidade Brasil. Juntas as duas cerimônias tinham o objetivo de estimular a qualidade e reconhecer o empenho de artistas profissionais de teatro, televisão e cinema. Em 2009, o prêmio iniciou um novo processo de reformulação com a realização de uma cerimônia de entrega do prêmio de teatro e televisão no Rio. Esse formato durou até 2011. Nesse ano, para reforçar o caráter artístico, o prêmio passou a se chamar Prêmio Arte Qualidade Brasil. Depois de não ser realizado em 2012, o prêmio voltou em 2013 à capital paulista celebrando os grandes destaques do teatro que cumpriram temporada na cidade. Desde então, São Paulo tem sido o palco da premiação, que agora é exclusiva para o teatro.